# Медвецкий, Юлиан
Юлиан Медвецкий (пол. Julian Niedźwiedzki; 18 октября 1845, Пшемысль — 7 января 1918, Львов) — польский и австрийский учёный-геолог и педагог. Первый ректор Национального университета «Львовская политехника» (1879/1880, а также в 1884/1885, 1887/1888) — в то время Политехнической школы.

## Биография
Сын чиновника магистрата Григория Медвецкого и Софии со Ступницких.
После окончания Перемышльской гимназии в 1864 г. Юлиан Медвецкий поступил в Венский университет сначала на богословский, а затем на естественный факультет, который окончил в 1873 году. Там он стал учеником, а позже и другом выдающегося австрийского геолога Эдуарда Зюсса и минералога Густава Чермака, которые и определили его дальнейшую профессиональную деятельность.
С 1870 по 1873 гг. Юлиан Медвецкий работал сотрудником Австрийского государственного геологического управления в Вене, участвовал во многих геологических экспедициях.
В 1873 г. его пригласили на должность профессора кафедры минералогии и геологии, созданной в 1872 г. в Технической академии (позже политехническая школа) во Львове, где он проработал до конца жизни. 29 августа 1873 стал обычным профессором императорско-королевской Технической академии. Учебный процесс в Технической академии он начал с преподавания минералогии, которая была главным предметом на химико-техническом факультете, и создание геолого-минералогического музея. Впоследствии он преподавал курс петрографии и геологии на химическом, инженерном, строительном, сельскохозяйственном и лесотехническом факультетах. С 1882 года Юлиан Медвецкий работал приват-доцентом Львовского университета, а впоследствии был избран на должность профессора кафедры минералогии. Созданный им музей по уровню систематики и количеству образцов стал одним из лучших в Европе.
В Течение 1879—1888 годов Юлиана Медвецкого трижды избирали ректором Львовской политехники и четыре раза (с 1877 до 1901 г.) деканом химико-технологического факультета. Здесь он написал два фундаментальных учебника по петрографии, которые выдержали три издания (1898, 1906, 1909), и минералогии (1906), а также более пятидесяти научных работ из различных отраслей минералогии, кристаллографии, петрографии и геологии.
Умер 7 января 1918 г. и похоронен на Лычаковском кладбище во Львове.

## Признание
Вклад Юлиана Медвецкого в геологическую науку получил международное признание. В 1887 г. его избрали членом-корреспондентом, а в 1893 г. — действительным членом Польской академии наук в Кракове. Он также был членом нескольких видных научных обществ, в том числе Украинского Научного Общества имени Шевченко во Львове, Польского общества естествоиспытателей им. Коперника во Львове, Всероссийского минералогического общества в Петербурге.

### Награды
- Звание Почетного профессора;
- Золотая медаль Венской международной выставки;
- Орден Железной Короны III степени;
- Командорский крест ордена Франца Иосифа (1908)[3]

## Научная работа
Организовал геологическую лабораторию для научных исследований и учебных целей и за 35 лет собрал коллекцию из нескольких десятков тысяч образцов минералов, которая наполнила геолого-минералогический музей.
Был одним из основателей и в течение 14 лет председателем Польского общества естествоиспытателей им. Коперника. Также был действительным членом Краковской Академии наук, членом-корреспондентом Венского геологического учреждения.
Активно занимался общественной деятельностью как член общества «Просвита» и Научного общества имени Шевченко. Поддерживал общество украинских студентов Политехники «Основа». В 1909 г. подарил книги библиотеке общества. Как действительный член НТШ, тесно сотрудничал с организацией, а в конце жизни подарил библиотеке 2000 томов книг.

## Работы
1. Niedzwiedzki J. Spostrzeżenia geologiczne w okolicy Przemyśla // Kosmos. 1876.- t. 1. — Z. 6., S. 263—268; Z. 7., S. 318—325.
2. Niedzwiedzki J. Beitrage zur Geologie der Karpathen // Jahrb. Der k. k. geol. Reichsanst. 1876. Bd. 26, III Heft. S. 331.
3. Niedzwiedzki J. Minerały z Kałusza // Kosmos, 1877. — t. 2. — S.
4. Niedzwiedzki J. Beitrage zur Kenntniss der Salzformation von Wieliczka und Bochnia sowie der an diese angrezenden Gebigsglieder. Lemberg, 1884.
5. Niedzwiedzki J. W sprawie poszukiwań wody dla Lwowa // Kosmos. 1885. Z. 10. S. 83-84.
6. Niedzwiedzki J. Petrografia. Lemberg (1889, 1906, 1909)
7. Niedzwiedzki J. В formacji park koło Kałusza // Kosmos. 1891. Z. 16. S. 135—147.
8. Niedzwiedzki J. Miocen koło Rzeszowa // Kosmos. 1891. Z. 16. S. 403—405.
9. Niedzwiedzki J. Przyczynek do geologii okolicy Krakowa // Kosmos. 1900. Z. 25. S. 393—398.
10. Niedzwiedzki J. Przyczynek do geologii pobrzeża Karpat przemyskich // Kosmos. 1901. Z. 26. S. 538—555.
11. Niedzwiedzki J. O występowaniu piętra barrem na obszarze wsi Sopotnik // Kosmos. 1903. Z. 28. S. 564.
12. Niedzwiedzki J. Mineralogia ogólna. Lemberg, 1906
13. Niedzwiedzki J. O bursztynach z Karpat galicyjskich // Kosmos, 1909. t. 34.
14. Niedzwiedzki J. Nowe odsłonięcia złoża soli potasowych w Kałuszu // Kosmos. 1910. Z. 35. S. 135—137.
15. Niedzwiedzki J. В wieku warstw występujacych na zachodniej stronie Przemyśla // Kosmos. 1910. Z. 35. S. 787—791.
16. 47914 O skamielinach (недоступная ссылка)
17. Stosunki geologiczne formacyi solonośnéj Wieliczki i Bochni Niedzwiedzki J.